# Классический «Доктор Кто» (3-й сезон)
Премьера третьего сезона классических серий британского научно-фантастического сериала «Доктор Кто» состоялась 11 сентября 1965 года, с выходом на экраны серии «Галактика 4». Сезон завершился 16 июля 1966 года показом последнего эпизода серии «Военные машины».

## Актёрский состав

### Основной
- Уильям Хартнелл
- Марин О’Брайен в роли Вики
- Питер Пёрвес в роли Стивена Тейлора
- Эдриан Хилл в роли Катарины
- Джин Марш в роли Сары Кингдом
- Джеки Лейн в роли Додо Чаплет
- Анник Уиллс в роли Полли
- Майкл Крейз в роли Бена Джексона

Актёр Уильям Хартнелл вернулся к роли Первого Доктора, его персонаж продолжил путешествие со своими спутниками, Вики (Марин О’Брайен) и Стивеном (Питер Пёрвес). В третьей серии, Создатели мифов, в последний раз появилась Вики, позднее этот персонаж был заменён на Катарину в исполнении Эдрианн Хилл. Тем не менее, Катарина погибает в четвёртом эпизоде следующей же серии. Сара Кингдом (Джин Марш), появившаяся только в оставшихся эпизодах «Генерального плана далеков», иногда также включается в список спутников.
Додо Чаплет (Джеки Лейн) начала путешествовать с Доктором, начиная с серии «Резня». В дальнейшем основной актёрский состав практически не менялся вплоть до серии «Дикари», в которой в последний раз был замечен Стивен Тейлор. В последней серии сезона команду ТАРДИС оставляет Додо, после чего очередными спутниками Доктора становятся Полли (Анник Уиллс) и Бен (Майкл Крейз).

### Приглашённый
В серии «Генеральный план далеков» во второй и последний раз появляется Вмешивающийся монах в исполнении Питера Баттерворта.

## Серии
Джон Уайлс сменил Верити Ламберт в качестве продюсера после выхода серии «Миссия в неизвестное», его, в свою очередь, заменила Иннес Ллойд, которая стала продюсером, начиная с серии «Небесный игрушечник». Редактором сценариев оставался Дональд Тош, который ушёл после эпизода серии «Резня» под названием «Священник смерти» и в дальнейшем эти обязанности исполнял Джерри Дэвис.
От практики давать каждому эпизоду своё название отказались после выхода «Метких стрелков», практически в конце сезона. Также сезон известен тем, что установил рекорд по количеству эпизодов в серии — в его рамках вышел «Генеральный план далеков», состоящий из 12 частей. Позднее этот рекорд был побит «Судом над Повелителем времени», 23 классическим сезоном, состоящим из 14 тесно взаимосвязанных эпизодов. Состоящая из единственного эпизода серия «Миссия в неизвестное» известна не только как самая короткая в истории классики «Доктора Кто», но и тем, что в ней практически отсутствует весь основной актёрский состав. Серия появилась в результате того, что в процессе производства серии 2 сезона классического сериала «Планета гигантов» было решено сократить сюжет с четырёх эпизодов до трёх. В результате неиспользованные отрывки использовали для создания трейлера-тизера к «Генеральному плану далеков», позднее включённого в список как одна из основных серий.
Четыре из десяти серий текущего сезона отсутствуют в архивах BBC — «Миссия в неизвестное», «Создатели мифов», «Резня» и «Дикари». Более того, «Миссия в неизвестное» и «Резня» — две из трёх классический серий, полностью утраченных и не имеющих возможности быть восстановленными из различных источников (третья из них — серия 1 классического сезона под названием «Марко Поло»). Только три серии сезона имеются в полном объёме («Ковчег», «Меткие стрелки» и «Военные машины»), в оставшихся сохранилось только 1-2 эпизода.
Классический третий сезон является самым продолжительным сезоном сериала — в его рамках вышло 45 эпизодов, собранных в 10 серий. В рамках 6 классического сезона вышло на один эпизод меньше, все они составляют 7 серий.
Серия «Резня» стала первой истории сериала, в которой актёр из основного состава появился в качестве сразу двух различных персонажей: Уильям Хартнелл не только исполнил роль Первого Доктора но также и эпизодическую роль аббата Амбуаза. Впоследствии две роли в одной серии также сыграл и Патрик Траутон (в классической серии 5 сезона «Враг мира»).
| Номер истории | Номер истории в сезоне | Название истории                                       | Название эпизода                                                            | Режиссёр                      | Сценарист                  | Зрителей (млн)  | Индекс оценки (из 100) | Дата выхода в эфир                                                    | Произв. код |
| ------------- | ---------------------- | ------------------------------------------------------ | --------------------------------------------------------------------------- | ----------------------------- | -------------------------- | --------------- | ---------------------- | --------------------------------------------------------------------- | ----------- |
| 18            | 1                      | «Галактика 4» («Galaxy 4»)                             | «Четыреста рассветов» (†) («Four Hundred Dawns»)                            | Дэрек Мартинус Мервин Пинфилд | Уильям Эммс                | 9               | 56                     | 11 сентября 1965                                                      | T           |
| 18            | 1                      | «Галактика 4» («Galaxy 4»)                             | «Стальная ловушка» (†) («Trap of Steel»)                                    | Дэрек Мартинус Мервин Пинфилд | Уильям Эммс                | 9,5             | 54                     | 18 сентября 1965                                                      | T           |
| 18            | 1                      | «Галактика 4» («Galaxy 4»)                             | «Воздушный шлюз» («Airlock»)                                                | Дэрек Мартинус Мервин Пинфилд | Уильям Эммс                | 11,3            | 54                     | 25 сентября 1965                                                      | T           |
| 18            | 1                      | «Галактика 4» («Galaxy 4»)                             | «Взрывающаяся планета» (†) («The Exploding Planet»)                         | Дэрек Мартинус Мервин Пинфилд | Уильям Эммс                | 9,9             | 53                     | 2 октября 1965                                                        | T           |
| 19            | 2                      | «Миссия в неизвестное» («Mission to the Unknown»)      | «Миссия в неизвестное» (†) («Mission to the Unknown»)                       | Дерек Мартинус                | Терри Нэйшн                | 8,3             | 54                     | 9 октября 1965                                                        | T/A или DC  |
| 20            | 3                      | «Создатели мифов» («The Myth Makers»)                  | «Храм тайн» (†) («Temple of Secrets»)                                       | Майкл Листон-Смит             | Дональд Коттон             | 8,3             | 48                     | 16 октября 1965                                                       | U           |
| 20            | 3                      | «Создатели мифов» («The Myth Makers»)                  | «Маленький пророк, быстрое возвращение» (†) («Small Prophet, Quick Return») | Майкл Листон-Смит             | Дональд Коттон             | 8,1             | 51                     | 23 октября 1965                                                       | U           |
| 20            | 3                      | «Создатели мифов» («The Myth Makers»)                  | «Смерть шпиона» (†) («Death of a Spy»)                                      | Майкл Листон-Смит             | Дональд Коттон             | 8,7             | 49                     | 30 октября 1965                                                       | U           |
| 20            | 3                      | «Создатели мифов» («The Myth Makers»)                  | «Конь разрушения» (†) («Horse of Destruction»)                              | Майкл Листон-Смит             | Дональд Коттон             | 8,3             | 52                     | 6 ноября 1965                                                         | U           |
| 21            | 4                      | «Генеральный план далеков» («The Daleks' Master Plan») | «Кошмар начинается» (†) («The Nightmare Begins»)                            | Дуглас Кэмфилд                | Терри Нэйшн Деннис Спунер  | 9,1             | 54                     | 13 ноября 1965                                                        | V           |
| 21            | 4                      | «Генеральный план далеков» («The Daleks' Master Plan») | «День Армагеддона» («Day of Armageddon»)                                    | Дуглас Кэмфилд                | Терри Нэйшн Деннис Спунер  | 9,8             | 52                     | 20 ноября 1965                                                        | V           |
| 21            | 4                      | «Генеральный план далеков» («The Daleks' Master Plan») | «Планета дьявола» (†) («Devil's Planet»)                                    | Дуглас Кэмфилд                | Терри Нэйшн Деннис Спунер  | 10,3            | 52                     | 27 ноября 1965                                                        | V           |
| 21            | 4                      | «Генеральный план далеков» («The Daleks' Master Plan») | «Предатели» (†) («The Traitors»)                                            | Дуглас Кэмфилд                | Терри Нэйшн Деннис Спунер  | 9,5             | 51                     | 4 декабря 1965                                                        | V           |
| 21            | 4                      | «Генеральный план далеков» («The Daleks' Master Plan») | «Встречный заговор» («Counter Plot»)                                        | Дуглас Кэмфилд                | Терри Нэйшн Деннис Спунер  | 9,9             | 53                     | 11 декабря 1965                                                       | V           |
| 21            | 4                      | «Генеральный план далеков» («The Daleks' Master Plan») | «Корона Солнца» (†) («Coronas of the Sun»)                                  | Дуглас Кэмфилд                | Терри Нэйшн Деннис Спунер  | 9,1             | 56                     | 18 декабря 1965                                                       | V           |
| 21            | 4                      | «Генеральный план далеков» («The Daleks' Master Plan») | «Торжество Стивена» (†) («The Feast of Steven»)                             | Дуглас Кэмфилд                | Терри Нэйшн Деннис Спунер  | 7,9             | 39                     | 25 декабря 1965                                                       | V           |
| 21            | 4                      | «Генеральный план далеков» («The Daleks' Master Plan») | «Вулкан» (†) («Volcano»)                                                    | Дуглас Кэмфилд                | Терри Нэйшн Деннис Спунер  | 9,6             | 49                     | 1 января 1966                                                         | V           |
| 21            | 4                      | «Генеральный план далеков» («The Daleks' Master Plan») | «Золотая смерть» (†) («Golden Death»)                                       | Дуглас Кэмфилд                | Терри Нэйшн Деннис Спунер  | 9,2             | 52                     | 8 января 1966                                                         | V           |
| 21            | 4                      | «Генеральный план далеков» («The Daleks' Master Plan») | «Переключатель побега» («Escape Switch»)                                    | Дуглас Кэмфилд                | Терри Нэйшн Деннис Спунер  | 9,5             | 50                     | 15 января 1966                                                        | V           |
| 21            | 4                      | «Генеральный план далеков» («The Daleks' Master Plan») | «Потерянная планета» (†) («The Abandoned Planet»)                           | Дуглас Кэмфилд                | Терри Нэйшн Деннис Спунер  | 9,8             | 49                     | 22 января 1966                                                        | V           |
| 21            | 4                      | «Генеральный план далеков» («The Daleks' Master Plan») | «Разрушение времени» (†) («Destruction of Time»)                            | Дуглас Кэмфилд                | Терри Нэйшн Деннис Спунер  | 8,6             | 57                     | 29 января 1966                                                        | V           |
| 22            | 5                      | «Резня» («The Massacre»)                               | «Война Бога» (†) («War of God»)                                             | Пэдди Рассел                  | Джон Лукаротти Дональд Тош | 8               | 52                     | 5 февраля 1966                                                        | W           |
| 22            | 5                      | «Резня» («The Massacre»)                               | «Морская попрошайка» (†) («The Sea Beggar»)                                 | Пэдди Рассел                  | Джон Лукаротти Дональд Тош | 6               | 52                     | 12 февраля 1966                                                       | W           |
| 22            | 5                      | «Резня» («The Massacre»)                               | «Священник смерти» (†) («Priest of Death»)                                  | Пэдди Рассел                  | Джон Лукаротти Дональд Тош | 5,9             | 49                     | 19 февраля 1966                                                       | W           |
| 22            | 5                      | «Резня» («The Massacre»)                               | «Колокол судьбы» (†) («Bell of Doom»)                                       | Пэдди Рассел                  | Джон Лукаротти Дональд Тош | 5,8             | 53                     | 26 февраля 1966                                                       | W           |
| 23            | 6                      | «Ковчег» («The Ark»)                                   | «Стальное небо» («The Steel Sky»)                                           | Майкл Имисон                  | Пол Эриксон Лесли Скотт    | 5,5             | 55                     | 5 марта 1966                                                          | X           |
| 23            | 6                      | «Ковчег» («The Ark»)                                   | «Эпидемия» («The Plague»)                                                   | Майкл Имисон                  | Пол Эриксон Лесли Скотт    | 6,9             | 56                     | 12 марта 1966                                                         | X           |
| 23            | 6                      | «Ковчег» («The Ark»)                                   | «Возвращение» («The Return»)                                                | Майкл Имисон                  | Пол Эриксон Лесли Скотт    | 6,2             | 51                     | 19 марта 1966                                                         | X           |
| 23            | 6                      | «Ковчег» («The Ark»)                                   | «Бомба» («The Bomb»)                                                        | Майкл Имисон                  | Пол Эриксон Лесли Скотт    | 7,3             | 50                     | 26 марта 1966                                                         | X           |
| 24            | 7                      | «Небесный игрушечник» («The Celestial Toymaker»)       | «Небесная комната игрушек» (†) («The Celestial Toyroom»)                    | Билл Селларс                  | Брайан Хэйлс Дональд Тош   | 8               | 48                     | 2 апреля 1966                                                         | Y           |
| 24            | 7                      | «Небесный игрушечник» («The Celestial Toymaker»)       | «Кукольный зал» (†) («The Hall of Dolls»)                                   | Билл Селларс                  | Брайан Хэйлс Дональд Тош   | 8               | 49                     | 9 апреля 1966                                                         | Y           |
| 24            | 7                      | «Небесный игрушечник» («The Celestial Toymaker»)       | «Танцпол» (†) («The Dancing Floor»)                                         | Билл Селларс                  | Брайан Хэйлс Дональд Тош   | 9,4             | 44                     | 16 апреля 1966                                                        | Y           |
| 24            | 7                      | «Небесный игрушечник» («The Celestial Toymaker»)       | «Последнее испытание» («The Final Test»)                                    | Билл Селларс                  | Брайан Хэйлс Дональд Тош   | 7,8             | 43                     | 23 апреля 1966                                                        | Y           |
| 25            | 8                      | «Меткие стрелки» («The Gunfighters»)                   | «Праздник для Доктора» («A Holiday for the Doctor»)                         | Рекс Такер                    | Дональд Коттон             | 6,5             | 45                     | 30 апреля 1966                                                        | Z           |
| 25            | 8                      | «Меткие стрелки» («The Gunfighters»)                   | «Не стреляйте в пианиста» («Don't Shoot the Pianist»)                       | Рекс Такер                    | Дональд Коттон             | 6,6             | 39                     | 7 мая 1966                                                            | Z           |
| 25            | 8                      | «Меткие стрелки» («The Gunfighters»)                   | «Джонни Ринго» («Johnny Ringo»)                                             | Рекс Такер                    | Дональд Коттон             | 6,2             | 36                     | 14 мая 1966                                                           | Z           |
| 25            | 8                      | «Меткие стрелки» («The Gunfighters»)                   | «Корраль О-Кей» («The OK Corral»)                                           | Рекс Такер                    | Дональд Коттон             | 5,7             | 30                     | 21 мая 1966                                                           | Z           |
| 26            | 9                      | «Дикари» «The Savages»                                 | 4 эпизода (все утеряны)                                                     | Кристофер Бэрри               | Ян Стюарт Блэк             | 4.8 5.6 5.0 4.5 | 48 49 48               | 28 мая 1966 года 4 июня 1966 года 11 июня 1966 года 18 июня 1966 года | AA          |
| 27            | 10                     | «Военные машины» «The War Machines»                    | 4 эпизода                                                                   | Майкл Фергусон                | Ян Стюарт Блэк Кит Педлер  | 5.4 4.7 5.3 5.5 | 49 45 44 39            | 25 июня 1966 года 2 июля 1966 года 9 июля 1966 года 16 июля 1966 года | BB          |

## Утраченные эпизоды
- «Галактика 4» — утрачены все эпизоды за исключением «Воздушного шлюза».
- «Миссия в неизвестное» — в архивах отсутствует единственный эпизод. Восстановление из различных источников невозможно.
- «Создатели мифов» — утеряны все эпизоды.
- «Генеральный план далеков» — утрачены все эпизоды, за исключением 2, 5 и 10 (всего их 12)
- «Резня» — в архивах отсутствуют все эпизоды. Восстановление из различных источников невозможно.
- «Небесный игрушечник» — утеряны все эпизоды, кроме «Последнего испытания».
- «Дикари» — утрачены все 4 эпизода.

## DVD и Blu-Ray
| Серия | Количество и продолжительность эпизодов | Регион 2             | Регион 4            | Регион 1           |
| --- | --------------------------------------- | -------------------- | ------------------- | ------------------ |
| «Ковчег» | 4 × 25 мин.                             | 14 февраля 2011 года | 3 марта 2011 года   | 8 марта 2011 года  |
| «Меткие стрелки» В Регионах 2 и 4 только в рамках сборника Earthstory В Регионе 1 выходил только отдельным изданием | 4 × 25 мин.                             | 20 июня 2011 года    | 4 августа 2011 года | 12 июля 2011 года  |
| «Военные машины» | 4 × 25 мин.                             | 24 августа 2008 года | 7 ноября 2008 года  | 6 января 2009 года |

Затерянные во времени
Все серии, эпизоды которых утеряны, включая серии этого сезона, были объединены в единое коллекционное издание «Затерянные во времени». В регионе 1 издание выходило в двух форматах: в виде двух независимых томов (для эпизодов серий с Первым и Вторым Докторами соответственно) и в виде единого сборника. В Регионах 2 и 4 доступен только в виде единого сборника.
| Серия                                                                         | Количество и продолжительность эпизодов | Регион 2           | Регион 4                             | Регион 1           |
| ----------------------------------------------------------------------------- | --------------------------------------- | ------------------ | ------------------------------------ | ------------------ |
| «Генеральный план далеков»(эпизоды 2, 5 и 10) «Небесный игрушечник»(эпизод 4) | 6 × 25 мин. 2 аудио × 25 мин.           | 1 ноября 2004 года | 2 декабря 2004 года 1 июля 2010 года | 2 ноября 2004 года |

Галактика 4 — Воздушный шлюз
Единственный сохранившийся эпизод серии «Галактика 4», «Воздушный шлюз», был возвращён в архивы BBC в декабре 2011 года и выпущен на диске специального DVD-издания серии 1 сезона классического «Доктора Кто» под названием «Ацтеки».
| Серия                                                                                 | Количество и продолжительность эпизодов | Регион 2           | Регион 4 | Регион 1           |
| ------------------------------------------------------------------------------------- | --------------------------------------- | ------------------ | -------- | ------------------ |
| «Ацтеки» — Специальное издание Включая эпизод «Воздушный шлюз» из серии «Галактика 4» | 5 × 25 мин.                             | 11 марта 2013 года | TBA      | 12 марта 2013 года |

## Книги
| Серия                      | Адаптация | Автор                          | Впервые опубликована |
| -------------------------- | --- | ------------------------------ | -------------------- |
| «Галактика 4»              | «Галактика Четыре»                                                                                             | Уильям Эммс                    | 1986                 |
| «Миссия в неизвестное»     | «Генеральный план далеков. Часть 1: Миссия в неизвестное»                                                      | Джон Пил                       | 1990                 |
| «Создатели мифов»          | «Создатели мифов»                                                                                              | Дональд Коттон                 | 1988                 |
| «Генеральный план далеков» | «Генеральный план далеков. Часть 1: Миссия в неизвестное» «Генеральный план далеков. Часть 2: Мутация времени» | Джон Пил                       | 1990                 |
| «Резня»                    | «Резня» | Джон Люкаротти                 | 1987                 |
| «Ковчег»                   | «Ковчег» | Пол Эриксон                    | 1965                 |
| «Небесный игрушечник»      | «Небесный игрушечник»                                                                                          | Джерри Дэвис и Элисон Бингеман | 1986                 |
| «Меткие стрелки»           | «Меткие стрелки»                                                                                               | Дональд Коттон                 | 1986                 |
| «Дикари»                   | «Дикари» | Ян Стюарт Блэк                 | 1986                 |
| «Военные машины»           | «Военные машины»                                                                                               | Ян Стюарт Блэк                 | 1989                 |

### Комментарии
1. ↑  В начале производства сериала каждый эпизод имел собственное название и общее название серии не показывалось на экране. Сейчас, спустя много лет, уже сложно отличить официальные названия из справочной службы BBC и названия, придуманные фанатами.
2. ↑  Здесь и далее пометкой (†) обозначены эпизоды, сохранившиеся только в кадрах и аудио
3. ↑  Начиная с этой серии, эпизодам перестали давать собственные названия.